# Çağlayan Yıldız

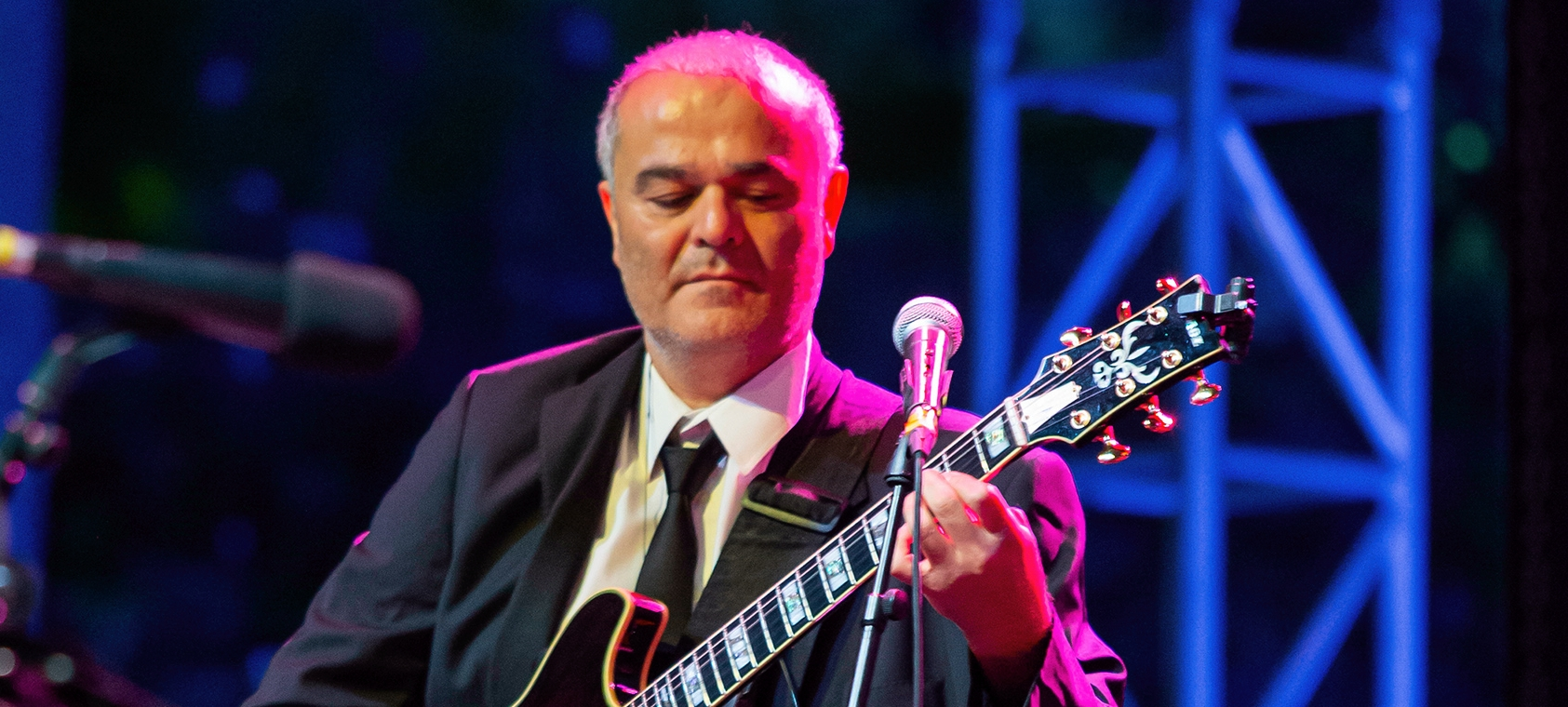
Çağlayan Yıldız, 2018

Çağlayan Yıldız (* 11. Juli 1966 in Aydın) ist ein türkischer Jazzmusiker (Gitarre, Bass) und Komponist.

## Leben und Wirken
Yıldız, der in Izmir aufwuchs, wurde über das Spielen auf der Melodica und das Singen in den Chören in Grundschule und Gymnasium an die Musik herangeführt. Im Alter von 17 Jahren begann er, Gitarre zu spielen. 1984 begann er ein Medizinstudium an der Medizinischen Fakultät der Ägäischen Universität Izmir. Daneben spielte er als Gitarrist in verschiedenen Rock-, Blues-, Funk- und Jazzprojekten sowie als Schauspieler und Komponist. Nach dem Studienabschluss gab er die Medizin auf. 1991 studierte er mit einem Vollstipendium an der Jazzabteilung des Konservatoriums der Bilkent-Universität in Ankara.
Von 1992 an lebte Yıldız teils in Istanbul, teils in Kaş und setzte seine Karriere als Komponist und Musiker fort. Er hat mit den meisten prominenten Namen der türkischen Jazzszene gespielt und ist auf mehreren Jazzalben zu hören. Er arbeitete als Interpret/Arrangeur mit in anderen Genres bekannten Namen wie Tarkan, Kubat, Grup Gündoğarken, Barış Manço, Uğur Yücel, Şener Şen, Ayşegül, Grup Durga und Bosporus. Yıldız arbeitete als Gitarrenlehrer an der Akademie Istanbul. Des Weiteren schrieb er Artikel für die türkische Zeitschrift Jazz. 1994 und 1996 verbrachte er jeweils ein halbes Jahr in Indien, um Musik und Philosophie zu studieren und übersetzte Bücher zu diesem Thema. 2000 zog er nach Amsterdam, wo er Jazzgitarre, Jazzbassgitarre, Jazzarrangement und Komposition am Conservatorium van Amsterdam studierte. 2003 wechselte er an das Konservatorium Utrecht, um klassische Komposition bei Henk Alkema zu studieren, und schloss sein Studium in einem Jahr mit Auszeichnung ab. Außerdem studierte er 2003/2004 elektronische Komposition bei Rene Uijlenhoet am Rotterdamer Konservatorium. In dieser Zeit hat er sich mehr auf das Komponieren in zeitgenössischen klassischen und elektronischen Kontexten konzentriert. Im Jahr 2006 schloss er sein Studium der elektronischen Musik an der Universität Utrecht bei Hans Timmermans, Rens Machielse, Marcel Wierckx und Marc van Vught ab und erwarb die Abschlüsse European Master of Media Arts und Composition in Contexts Master.
Zwischen 2000 und 2006, während seines Studiums in den Niederlanden, arbeitete Yıldız aktiv als Leiter, Komponist und Interpret in Jazz-, und Crossover-Projekten wie Turqumstances, Big Bad Bug Band, Çağlayan Yıldız Odd-Tett, AZ (Duo mit Oğuz Büyükberber), Dört-tett-lü, Zijde, Staal & Bronze (mit dem Ensemble Gending) und trat bei vielen Festivals auf. Auch gehörte er zu den Theaterprojekten I, Human und Ferhat & Şirin.
Yıldız zog 2006 zurück in die Türkei und setzte seine Kompositions- und Konzerttätigkeit mit verschiedenen Projekten fort. 2008 nahm er an dem Projekt Medcezir: Ebb and Flow teil; die Aufnahme wurde 2009 von Karnatic Lab Records veröffentlicht. Im Mai 2010 wurden Yıldız' Orchestrierungen für die Band 123 vom Eskisehir Symhony Orchestra und 123 uraufgeführt. Mit Sarp Maden und Volkan Öktem gründete er das Fusion-Trio Mrio, das zwei Alben veröffentlichte. 2019 leitete er die Akra Big Band, die mit Dee Dee Bridgewater auftrat. Er ist auch auf Alben von Ayşegül, Grup Gündoğarken, Barış Manço, Tolga Tüzün, Cankut Yılmaz, Oğuz Büyükberber (Off Monk, 2017) und Fetiblue Band zu hören.

## Diskographische Hinweise
- Trio Mrio (Kalan Müzik Yayınlanma Tarihi, 1998)
- AZ (Ada; Müzik Yayınlanma Tarihi, 1998, mit Oğuz Büyükberber)
- Trio Mrio 2 (Pasaj Müzik; Yayınlanma Tarihi, 2013)